# Les Lionceaux (film, 2003)
Pour les articles homonymes, voir Les Lionceaux.
Pour plus de détails, voir Fiche technique et Distribution.
Les Lionceaux est un film français réalisé par Claire Doyon et sorti en 2003.

## Fiche technique
- Titre : Les Lionceaux
- Réalisation : Claire Doyon
- Scénario : Claire Doyon et Jean-Claude Montheil
- Photographie : Gertrude Baillot
- Son : Laurent Gabiot
- Costumes : Misa Ishibashi
- Décors : Jérôme Perrier
- Montage : Pauline Gaillard
- Production : Canal+ - France 3 Cinéma - Mat Films
- Distribution : Shellac
- Pays d'origine :  France
- Durée : 77 minutes
- Date de sortie : France - 24 décembre 2003

## Distribution
- Lisa Lacroix : Clémentine
- Marie Félix : Olive
- Guillaume Gouix : Gustave
- Dani : Néfertiti, la mère
- Jacno : Robert, le père

## Sélection
- 2003 : Festival de Cannes (Quinzaine des réalisateurs)[1]